# Che fine ha fatto Baby Jane?
Che fine ha fatto Baby Jane? (What Ever Happened to Baby Jane?) è un film del 1962 diretto da Robert Aldrich, basato sul romanzo What Ever Happened to Baby Jane? di Henry Farrell (1960). Accolto con successo sia dalla critica che al botteghino, è stato presentato in concorso al Festival di Cannes 1963 ricevendo ben 5 candidature al Premio Oscar e vincendo il premio miglior costume nella categoria "bianco e nero".
Nel 2001 il film è stato inserito al 63º posto della lista AFI's 100 Years... 100 Thrills istituita dall'American Film Institute. Nel 2003 il personaggio di "Baby Jane Hudson" diventa il 44º miglior cattivo della lista AFI's 100 Years... 100 Heroes and Villains, sempre istituita dall'American Film Institute.
Nel 2021 il film è stato scelto per la conservazione nel National Film Registry della Biblioteca del Congresso degli Stati Uniti d'America in quanto «film culturalmente, storicamente ed esteticamente significativo».

## Trama
Nel 1917 Jane Hudson è una bambina prodigio che, grazie alla sua bellezza e alle doti canore, si esibisce nei teatri di vaudeville degli Stati Uniti d'America insieme a suo padre, il quale, oltre a farle da manager, l'accompagna come pianista sul palcoscenico. Il successo è tale che viene addirittura creata la bambola in porcellana Baby Jane Hudson; le bambole vanno a ruba e Baby Jane assume ben presto atteggiamenti da star viziata e capricciosa trattando tutti, e particolarmente la timida sorella maggiore Blanche, in modo altezzoso e sprezzante.
Lo scenario cambia radicalmente quando le due sorelle crescono. Con l'adolescenza, infatti, Jane perde tutta la sua freschezza; il suo modo di ballare e recitare non incontra più il favore dei produttori e per lei iniziano i fiaschi che la portano a darsi all'alcol: si presenta spesso ubriaca sul set causando vari problemi e finisce così la sua carriera artistica. Blanche, divenuta intanto bellissima, si afferma invece come una delle attrici più brave, acclamate e pagate nello star system hollywoodiano degli anni trenta. Memore di una promessa fatta alla madre, la ragazza cerca comunque in tutti i modi di risollevare la carriera della sorella, arrivando a imporre ai propri produttori di garantire un certo numero di film anche a lei. Una sera del 1935 Blanche si frattura la colonna vertebrale: dovrà vivere il resto dei suoi giorni su una sedia a rotelle, interrompendo così la sua brillante carriera. L'incidente ha tuttavia dei contorni poco chiari; pare comunque che sia stata investita proprio da Jane, ubriaca e invidiosa, nel momento in cui era scesa dall'automobile per andare ad aprire il cancello di casa.

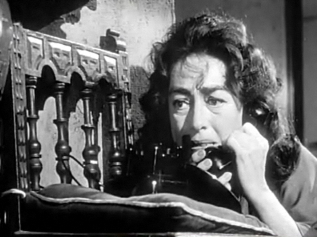
Blanche Hudson (Joan Crawford) in una scena

1962. Jane, ultracinquantenne alcolizzata e psicolabile, sottopone l'invalida e indifesa Blanche a continue angherie per vendicarsi del successo e della popolarità che - nella sua mente contorta - la sorella le avrebbe rubato. In un folle delirio, decide addirittura di rimettere in scena il numero migliore del suo repertorio, cantando la canzone I've written a letter to daddy; allo scopo coinvolge anche un pianista sbandato, Edwin Flagg, che vive con l'anziana madre. Blanche, intanto, tenta di convincerla ad accettare di farsi curare in una clinica psichiatrica, ma Jane naturalmente non vuole neanche sentirne parlare e aumenta i soprusi nei confronti della sorella; impedendole di ricevere visite, togliendo dalla sua stanza l'apparecchio telefonico e negandole quindi ogni contatto con l'esterno.
Durante un'assenza della sorella, Blanche riesce a scendere dalla carrozzina e a trascinarsi giù per la scala fino al pianterreno, per telefonare al medico in cerca di aiuto; trovandola così al suo rientro in casa, Jane la picchia, le lega i polsi con una corda alla spalliera del letto e la chiude a chiave in camera sua. Quando Elvira, la domestica, riesce ad entrare in casa all'insaputa di Jane, tenta di aprire la porta della stanza di Blanche, ma questa è chiusa a chiave e Blanche non risponde. Preoccupata, Elvira prova a rompere la porta con un martello. Nel frattempo Jane ritorna a casa e sorprende la domestica, la quale le intima di darle la chiave. Jane alla fine gliela consegna, ma uccide la domestica non appena questa entra nella stanza di Blanche. Anche il progetto con il pianista fallisce miseramente, quando l'uomo scopre per caso lo stato di segregazione di Blanche: la situazione quindi precipita, con l'uomo che fugge dalla casa.
Impaurita dagli eventi, Jane sembra addirittura ricercare protezione e affetto in Blanche e, in un momento di regressione infantile, decide di portare la sorella, ormai esausta, sulla spiaggia dove da bambina cantava destando l'attenzione e l'ammirazione dei bagnanti. Giunte in riva al mare, Blanche, allo stremo delle forze, le confessa la verità: al contrario di quanto sempre sostenuto, era stata lei a tentare di investirla a causa dell'umiliazione che aveva subito dalla sorella davanti a tutti al party da cui erano di ritorno. Jane però, accortasi di ciò che Blanche voleva farle, si era spostata e così era finita lei contro il cancello. Uscita dall'auto dopo che Jane era fuggita, Blanche si era trascinata davanti al cofano fingendo di essere stata investita e sostenendo questa versione con la polizia. Jane era stata ritrovata tre giorni dopo, ubriaca e spaesata in un motel, e Blanche aveva approfittato del fatto che lo shock aveva rimosso dalla sua mente le reali dinamiche dell'incidente; Jane era così vissuta con un forte senso di colpa, ritrovandosi sola contro tutti.
Definitivamente regredita all'infanzia, Jane corre a comprare un gelato in un chiosco poco distante, dove viene riconosciuta da due poliziotti che le chiedono di condurli dalla sorella. Circondata da una folla incuriosita, invece di rispondere, Jane inizia a canticchiare e a cimentarsi in un balletto; gli agenti riescono a trovare Blanche, coricata sulla sabbia e avvolta dalla sorella in una coperta, sotto il sole ormai cocente, e le si avvicinano per constatare se sia ancora viva. Il film termina lasciando il quesito sospeso.

## Produzione

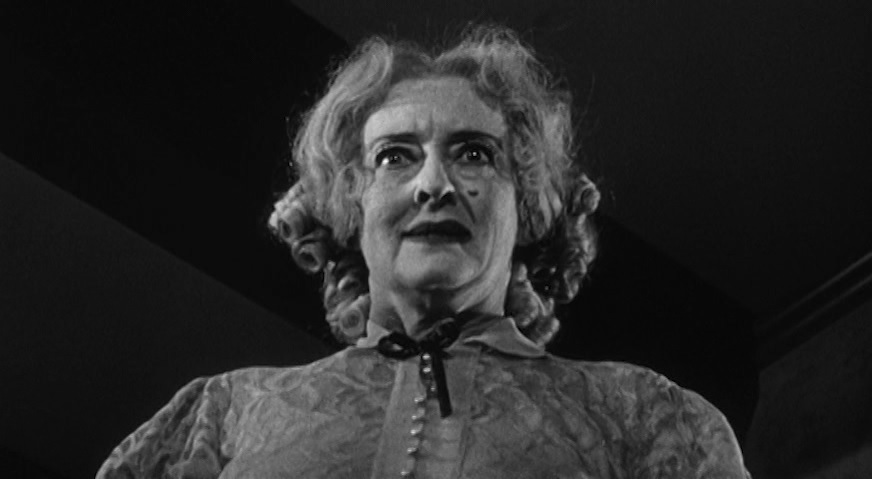
Jane Hudson (Bette Davis) in una scena

### Cast
Bette Davis creò lei stessa il proprio trucco per il ruolo di "Baby Jane" Hudson. Il regista Robert Aldrich disse che il risultato si avvicinava molto all'idea che aveva in mente circa il grottesco make-up del personaggio, ma temeva che, fornendole qualche suggerimento, la Davis si sarebbe offesa. Bette Davis non aveva paura di imbruttirsi se questo era richiesto dalla parte da interpretare; in precedenza si era anche parzialmente rasata la testa per interpretare la regina Elisabetta I d'Inghilterra nel film Il favorito della grande regina del 1955.
Immagini d'archivio dei passati film di Bette Davis Uomini nello spazio ed Ex-Lady (entrambi del 1933) e del film Tormento (1934) di Joan Crawford, sono utilizzate per rappresentare nella finzione filmica le rispettive carriere di attrici di Jane e Blanche.
Per la scena in cui Jane picchia Blanche, la Crawford era preoccupata che la Davis potesse farle male per davvero, così chiese di essere sostituita dalla controfigura. Tuttavia, in una scena molto ravvicinata, fu costretta ad essere presente personalmente, e la Davis la colpì talmente forte in testa che furono necessari alcuni punti. La scena fu interrotta. Per ripicca, nella scena in cui Jane deve trascinare Blanche fuori dal letto e per tutta la stanza, la Crawford si rese il più pesante possibile, perché sapeva che la Davis soffriva di un grave mal di schiena.
Il personaggio di Liza, la figlia di Mrs. Bates, la vicina delle Hudson, è interpretato dalla vera figlia di Bette Davis, Barbara Davis Merrill. Dopo che la figlia di Joan Crawford, Christina, scrisse il polemico (nei confronti della madre) best seller Mammina cara, la Merrill pubblicò My Mother's Keeper nel quale accusava a sua volta la madre di violenza domestica e abuso di alcolici.
La Crawford avrebbe dovuto partecipare insieme alla Davis a diverse apparizioni in promozione del film, ma cancellò la sua presenza all'ultimo minuto. Bette Davis affermò che la Crawford si era tirata indietro perché non voleva dividere il palco e le luci dei riflettori con lei. Nel corso di una conversazione telefonica avvenuta nel 1972, Joan Crawford disse allo scrittore Shaun Considine che dopo aver visto il film chiamò la Davis chiedendole un incontro. Quando la richiesta di vedersi fu negata dalla collega, la Crawford chiese telefonicamente alla Davis cosa ne pensasse della pellicola girata insieme. Bette Davis rispose: «Hai proprio ragione, Joan. Il film è buono. E io sono stata magnifica», senza spendere una parola o accennare minimamente alla performance della collega co-protagonista. Indispettita dalla poca considerazione mostratale, prima della cerimonia degli Oscar, dove Bette Davis era stata candidata come miglior attrice, Joan Crawford contattò le altre nominate che erano in lizza per la statuetta come miglior attrice protagonista, che non avrebbero potuto presenziare alla premiazione, offrendosi di ritirare in vece loro il premio Oscar se avessero vinto. Anne Bancroft si aggiudicò il premio, ma trovandosi a New York per una tournée teatrale, accettò che fosse la Crawford a ritirare la statuetta. La Davis dichiarò in seguito: «Sarebbero piovuti altri milioni di dollari sul nostro film se avessi vinto il premio. Joan fu invece felicissima che non fui premiata».
Prima che il ruolo andasse alla Davis, altre attrici vennero considerate per la parte di Jane: Ingrid Bergman, Katharine Hepburn, Susan Hayward, Jennifer Jones, Ginger Rogers e Rita Hayworth. Per il ruolo di Blanche erano invece in lizza Olivia de Havilland, Claudette Colbert e Marlene Dietrich. La parte di Edwin Flagg venne proposta originariamente a Peter Lawford che accettò ma poi abbandonò il set per problemi familiari. Victor Buono al suo esordio nel ruolo del pianista Edwin Flagg, ricevette subito una nomination al premio Oscar come miglior attore non protagonista.

### Riprese
Il film fu girato a Los Angeles e dintorni. Casa Hudson era al civico 172 di South McCadden Place nei sobborghi di Hancock Park, Los Angeles; proprio accanto, al civico n. 180, c'era la casa dove viveva Judy Garland durante le riprese de Il mago di Oz girato da Victor Fleming nel 1939. Altre scene furono realizzate al Larchmont Village e in Clinton Street. Le scene interne vennero realizzate presso i Producers Studios e i Raleigh Studios a Hollywood. La sequenza finale sulla spiaggia venne girata vicino alla casa al mare di Aldrich a Malibù, nello stesso posto Aldrich aveva girato le scene finali di Un bacio e una pistola (1955). L'esterno della casa al mare del regista è brevemente visibile in qualche inquadratura durante il finale.

## Distribuzione
La pellicola ebbe la sua prima assoluta a Cincinnati (Ohio) il 31 ottobre 1962 ed una newyorkese il 6 novembre successivo; venne quindi distribuito al cinema il giorno dopo. Venne quindi presentato al festival di Cannes l'11 maggio 1963. In Italia uscì nelle sale il 17 maggio 1963. In Gran Bretagna, il film fu classificato "X" dalla BBFC nel 1962, con alcuni tagli.

## Accoglienza

### Incassi
Il film riuscì a recuperare il budget iniziale in soli 11 giorni di programmazione incassando infine 9 milioni di dollari (rettificato al 2017 l'incasso corrisponderebbe a circa 75,5 milioni di dollari).

## Riconoscimenti
- 1963 – Premio Oscar
  - Migliori costumi a Norma Koch
  - Candidatura alla miglior attrice a Bette Davis
  - Candidatura al miglior attore non protagonista a Victor Buono
  - Candidatura alla miglior fotografia a Ernest Haller
  - Candidatura al miglior sonoro a Joseph D. Kelly

- 1963 – Golden Globe
  - Candidatura alla miglior attrice in un film drammatico a Bette Davis
  - Candidatura al miglior attore non protagonista a Victor Buono

- 1963 – BAFTA
  - Candidatura alla miglior attrice internazionale a Bette Davis
  - Candidatura alla miglior attrice internazionale a Joan Crawford

- 1963 – Festival di Cannes
  - Candidatura alla Palma d'oro a Robert Aldrich

## Curiosità
- La parrucca usata dalla Davis durante le riprese era già stata utilizzata dalla Crawford in un'altra pellicola.
- Nelle scene in cui Jane imita la voce di Blanche, la voce in realtà è della Crawford e non della Davis.
- Secondo Bette Davis nel suo libro This N' That il film avrebbe dovuto essere girato a colori ma lei si oppose fermamente.
- L'auto delle sorelle identificata dalla polizia come una Hudson del 1940 o 1941 era in realtà una Lincoln Continental del 1946.
- Per la regia la Davis tentò di coinvolgere Alfred Hitchcock ma il regista era impegnato nella promozione di Psyco e stava già lavorando a Gli uccelli.
- Nel 2006, Christina Aguilera adottò per qualche tempo lo pseudonimo di "Baby Jane" in onore al personaggio interpretato da Bette Davis nel film[10].
- Esiste una parodia con Totò del 1964 intitolata Che fine ha fatto Totò Baby? di Ottavio Alessi in cui il protagonista diventa un serial killer dopo un'indigestione di marijuana e trascina poi con sé sulla spiaggia di Ostia il fratellastro, con cui ha un rapporto di amore-odio.
- La prima stagione della serie tv antologica Feud creata dal regista e sceneggiatore statunitense Ryan Murphy, intitolata Feud - Bette and Joan è incentrata sull'accesa rivalità tra Bette Davis e Joan Crawford, rispettivamente interpretate dalle attrici Susan Sarandon e Jessica Lange, durante la lavorazione dell'omonimo film.
- Il racconto di Farrell dal quale è tratto il film è ispirato alla vicenda di Blanche Monnier, dalla quale prende il nome una delle protagoniste.

## Remake
Nel 1991 il regista David Greene ha realizzato un remake TV intitolato Che fine ha fatto Baby Jane?, interpretato dalle sorelle Vanessa Redgrave e Lynn Redgrave, ideato e prodotto da William Aldrich, figlio del regista Robert Aldrich.

## Teatro
Nel 2015 ne è stato realizzato un adattamento italiano per il teatro ispirato al romanzo omonimo di Henry Farrell con Mirco Sassoli nel ruolo di Baby Jane Hudson e Cristina Valiani nel ruolo di Blance Hudson.
Lo spettacolo, diretto da Mirco Sassoli, vuole anche rendere omaggio al thriller, horror italiano degli anni 70' e ha visto l'amichevole collaborazione di alcuni protagonisti di quella incredibile stagione cinematografica come Erika Blanc, Stefania Casini, Giovanni Lombardo Radice, Sergio Martino. 
Nel 2017 partendo dalla messa in scena di Mirco Sassoli ne è stato realizzato un secondo adattamento italiano con protagonisti Elmo Ler nel ruolo di Baby Jane e Loriana Rosto nel ruolo di Blanche Hudson, per la regia di Sebastiano Mancuso. Lo spettacolo ha riscontrato un considerevole successo di pubblico e critica persino a Parigi.